# Linka RER C

RER C je označení jedné z pěti tras příměstské železnice RER v Paříži a regionu Île-de-France. V systému MHD je značena žlutou barvou. Člení se do více větví, které obsluhují především západní část regionu, přičemž konečné stanice v severozápadní a západní části mají lichá čísla a konečné stanice v jihozápadní části čísla sudá. V samotné Paříži její větve vedou jednak po západním okraji města a dále po levém nábřeží Seiny. Trasa je se svými 162 km druhou nejdelší z linek RER. Má 75 stanic a ročně přepraví až 140 miliónů cestujících, což ji řadí na čtvrté místo. Linku provozuje společnost SNCF.

## Historie
Linka byla zprovozněna v roce 1979, tehdy pod názvem TRG (Transversale Rive Gauche), když byly spojeny do té doby samostatné předměstské linky z Versailles do stanice Invalides a z Gare d'Orsay (dnes stanice Musée d'Orsay) do města Étampes. V roce 1982 byly na trati nasazeny patrové vlaky. V roce 1988 byla otevřena severozápadní větev, která za stanicí Champ de Mars – Tour Eiffel odbočuje ve směru na Montigny-Beauchamp.
V roce 1992 byl k lince RER C připojen úsek Juvisy – Versailles Chantiers. 17. října 1995 byl mezi stanicemi Musée d'Orsay a Saint-Michel - Notre-Dame spáchán atentát, který si vyžádal 29 zraněných. V roce 2000 došlo k prodloužení severozápadní větve z Montigny-Beauchamp do Pontoise a v Paříži bylo otevřeno nové nádraží Bibliothèque François Mitterrand s přestupem na linku 14.
V roce 2006 byla zrušena větev Argenteuil – Ermont-Eaubonne a byla začleněna do linek Transilien.

## Charakteristika
RER C byla až do prosince 2023 linkou s nejvíce větvemi, které nesledovaly jen přímé světové strany, ale různě se propojovaly, takže celek vytvářel složitou strukturu. Vzhledem k tomu, že linka prochází kolem významných pařížských pamětihodností jako Eiffelova věž, Invalidovna, Notre-Dame, Musée d'Orsay a především Versailles – Rive Gauche nedaleko zámku Versailles, je tato linka značně využívána také turisty.

RER C před zjednodušením linkového vedení

## Zjednodušení linkového vedení
Provoz na RER C se od 10. prosince 2023 výrazně zjednodušil, neboť došlo k zahájení provozu na první části vlakotramvajové linky T12, která na úseku Savigny-sur-Orge – Massy-Palaiseau nahradila jednu ze jižních větví RER C. Ve stejný den došlo k reorganizaci provozu na úseku Massy-Palaiseau – Versailles-Chantiers, který již není součástí RER C, ale je nově označován jako linka V systému Transilien. Tato linka však bude sloužit pouze dočasně, neboť společnost Île-de-France Mobilités plánuje prodloužení T12 až do stanice Versailles-Chantiers. RER C se tak skládá pouze z centrálního úseku v Paříži, tří severních a tří jižních větví.

RER C od 10. prosince 2023

## Vozový park
Provoz na lince RER C zajišťují čtyři generace poschoďových elektrických jednotek Z 2N vyráběné v letech 1982 až 2004. Nejstarší z nich jsou jednosystémové (1,5kV DC) jednotky s označením Z5600, novější jednotky Z8800, Z20500 a Z20900 jsou dvousystémové (1,5kV DC a 25kV AC). Jednotky se skládají že čtyř nebo šesti vozů, čtyřvozové jednotky bývají často provozovány ve dvojicích. 
Île-de-France Mobilités plánuje obměnu vozového parku pomocí nových elektrických jednotek s pracovním označením Z 2N-NG, které by měly vstoupit do pravidelného provozu v roce 2028. 

## Názvy vlaků
Vlaky RER nemají čísla, ale jsou rozlišovány jmény, skládajícími se ze čtyř písmen. Každá konečná stanice má přiřazené vlastní písmeno, kterým začíná název vlaku, např. vlak VICK končí ve stanici Versailles Rive-Gauche nedaleko zámku. Rozlišení jednotlivých stanic je následující:
- A = Gare d'Austerlitz (AONE)
- B = Brétigny-sur-Orge (BALI, BAJI)
- C = Versailles Chantiers přes Juvisy (CIME)
- D = Dourdan (DEBA, DUFY)
- E = Étampes (ELAO, ELBA)
- F = Bibliothèque François Mitterrand (FOOT)
- G = Montigny-Beauchamp (GATA, GOTA, GUTA)
- J = Juvisy-sur-Orge (JILL, JOEL)
- K = Chaville-Vélizy (KEMA, KUMA)
- L = Invalides (LARA, LURA, LOLA, LICK)
- M = Massy-Palaiseau přes Pont de Rungis (MONA)
- N = Pontoise (NORA)
- O = Musée d'Orsay (ORSY)
- P = Boulevard Victor (PAUL)
- R = Pont de Rungis-Aeroport d'Orly (ROMI)
- S = Saint-Quentin-en-Yvelines (SARA, SLOM, SVEN)
- T = Ermont – Eaubonne (TORA)
- V = Versailles Rive-Gauche (VICK)

## Galerie

Logo RER C
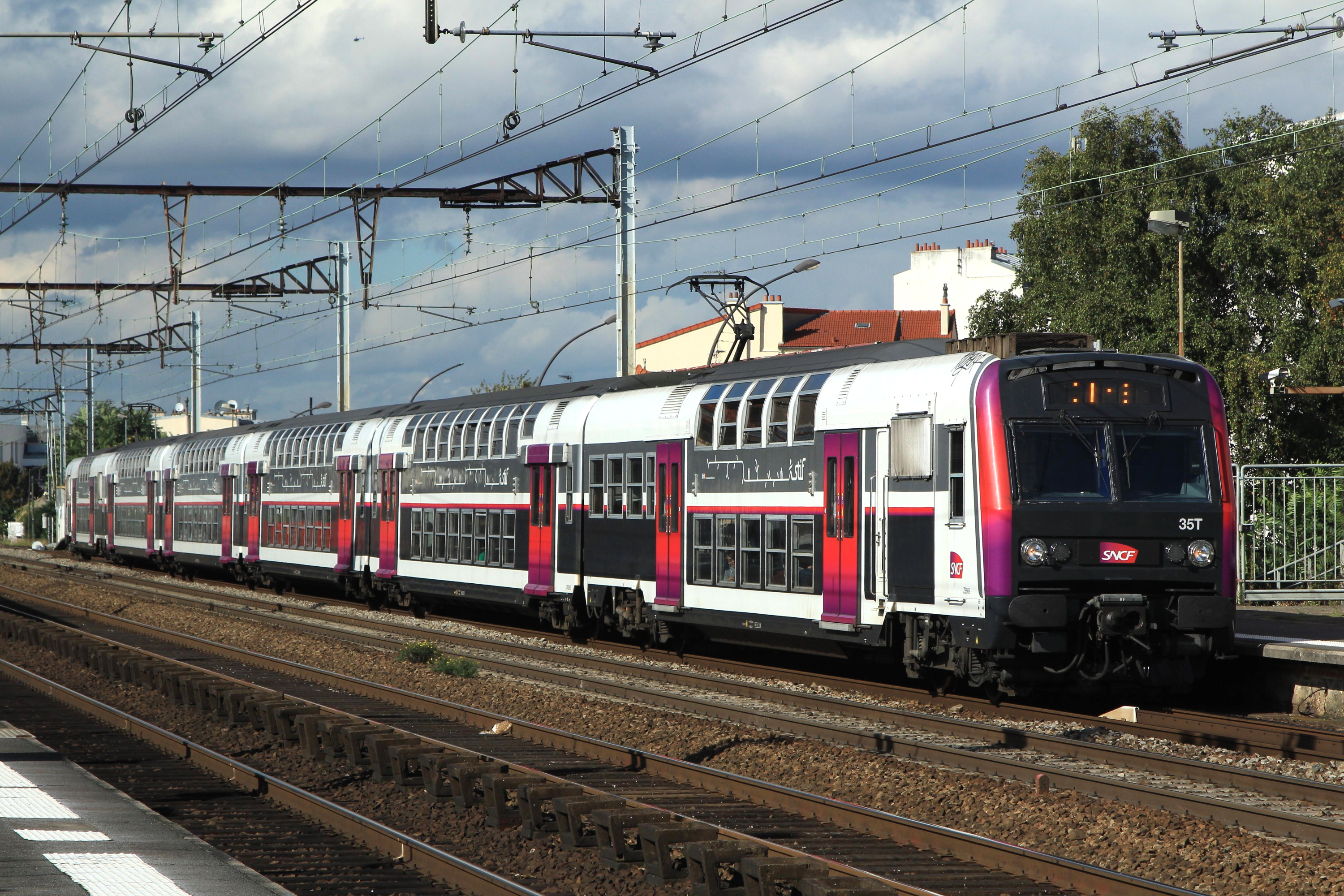
Jednotka řady Z5600
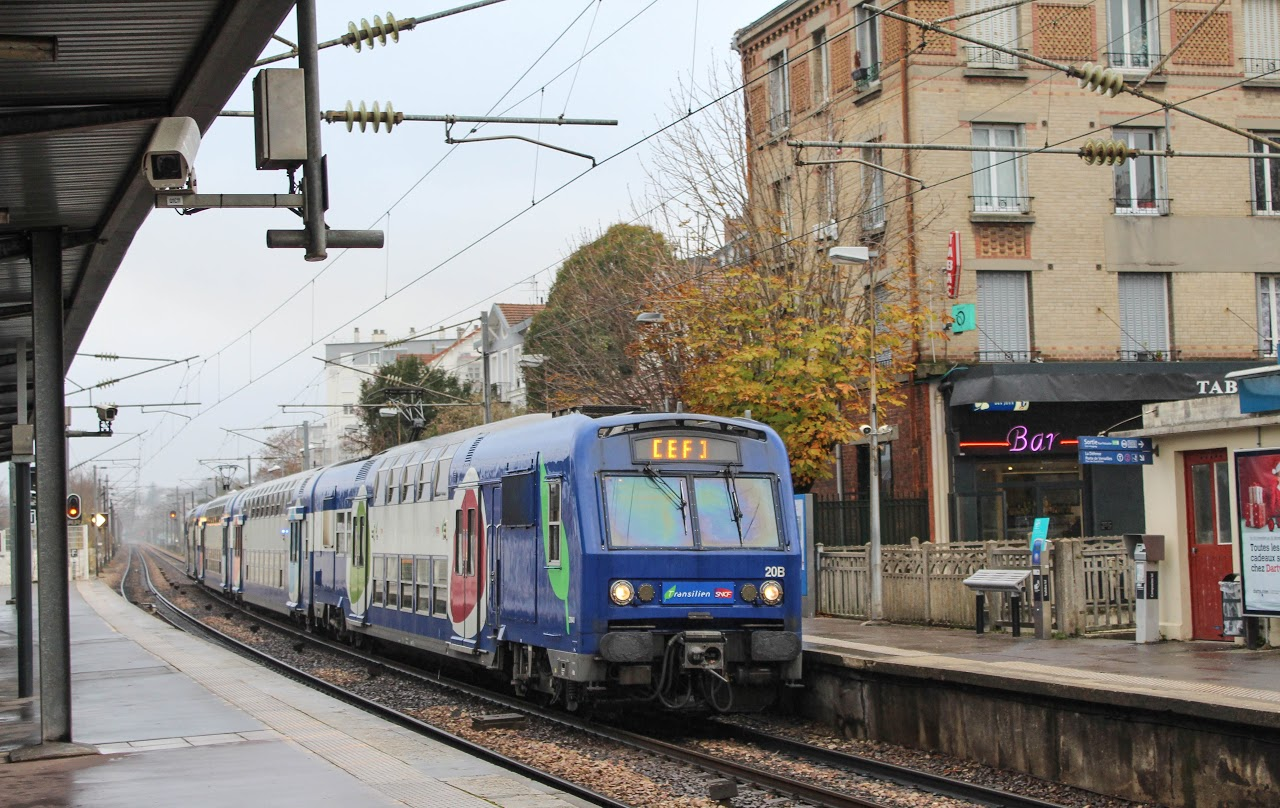
Jednotka řady Z8800
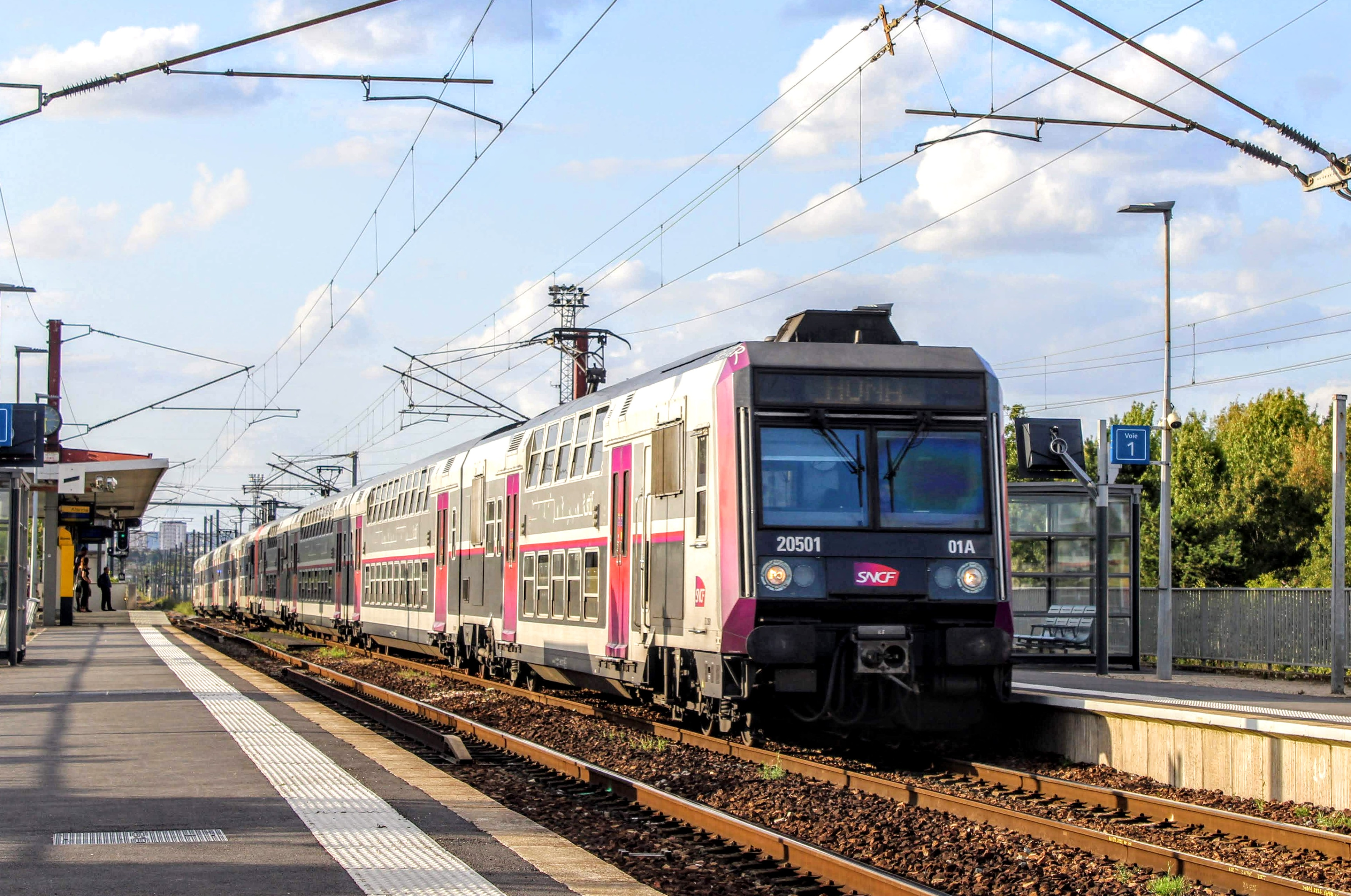
Jednotka řady Z20500
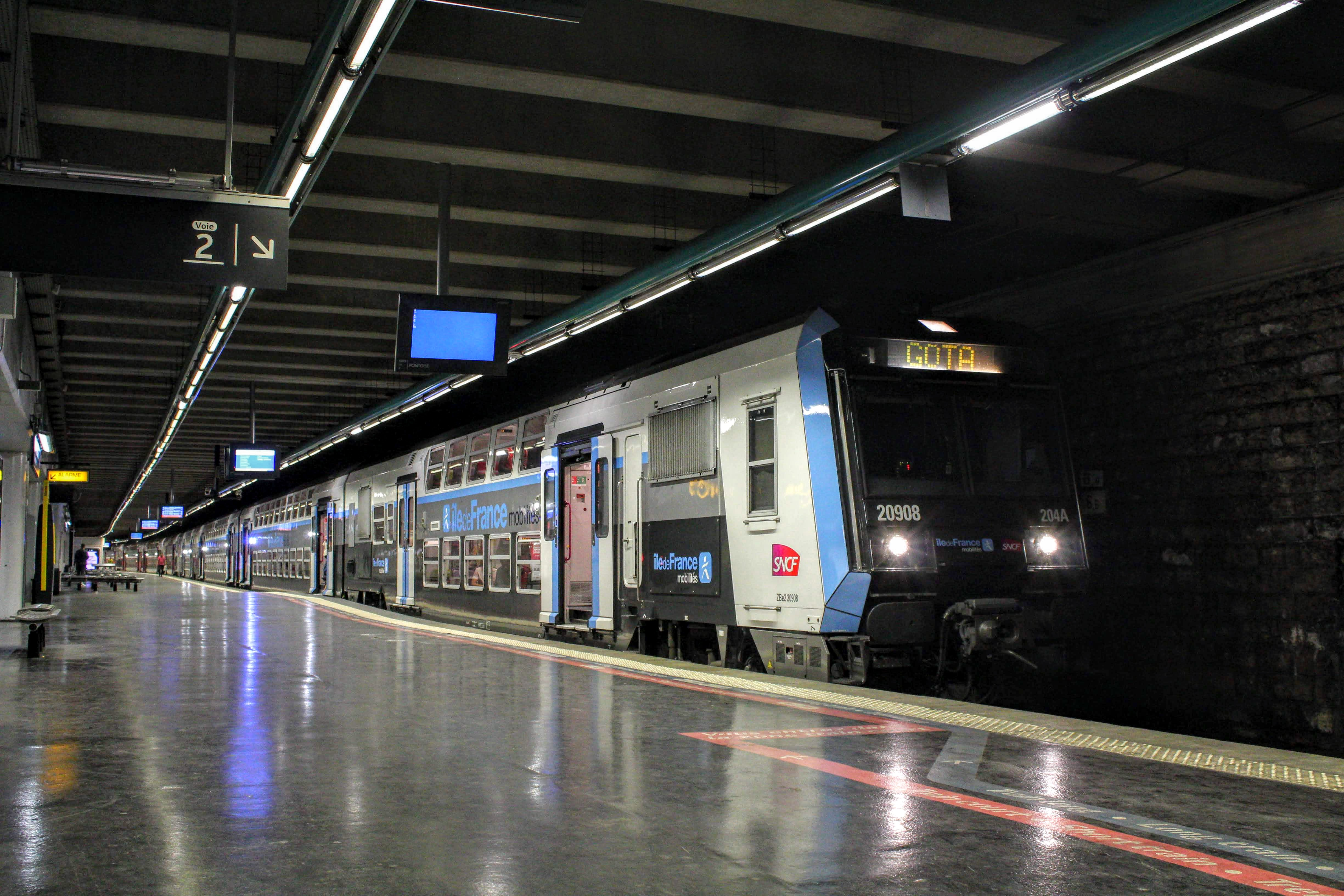
Jednotka řady Z20900
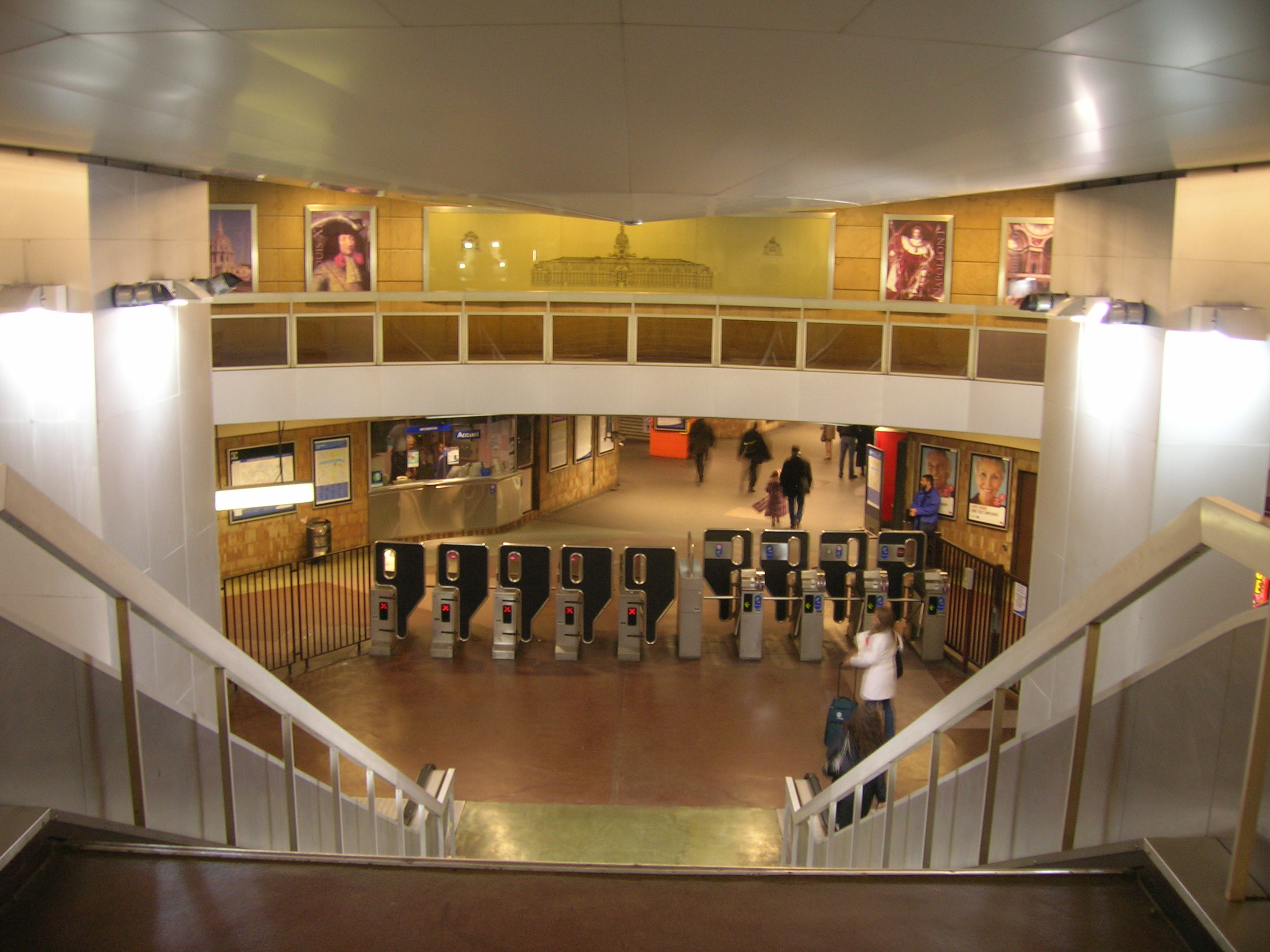
Vchod do stanice Invalides
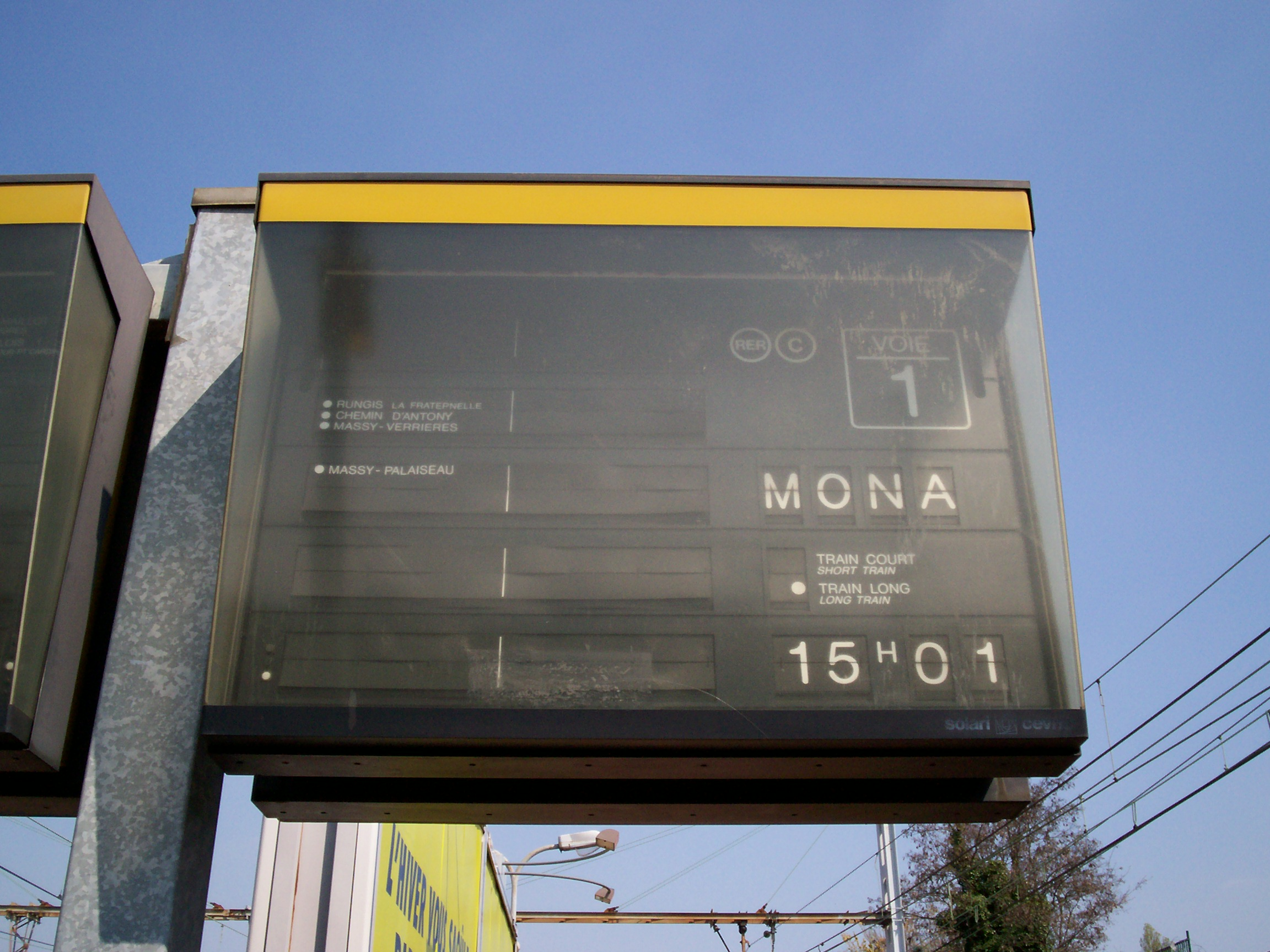
Informační panel s názvem vlaku
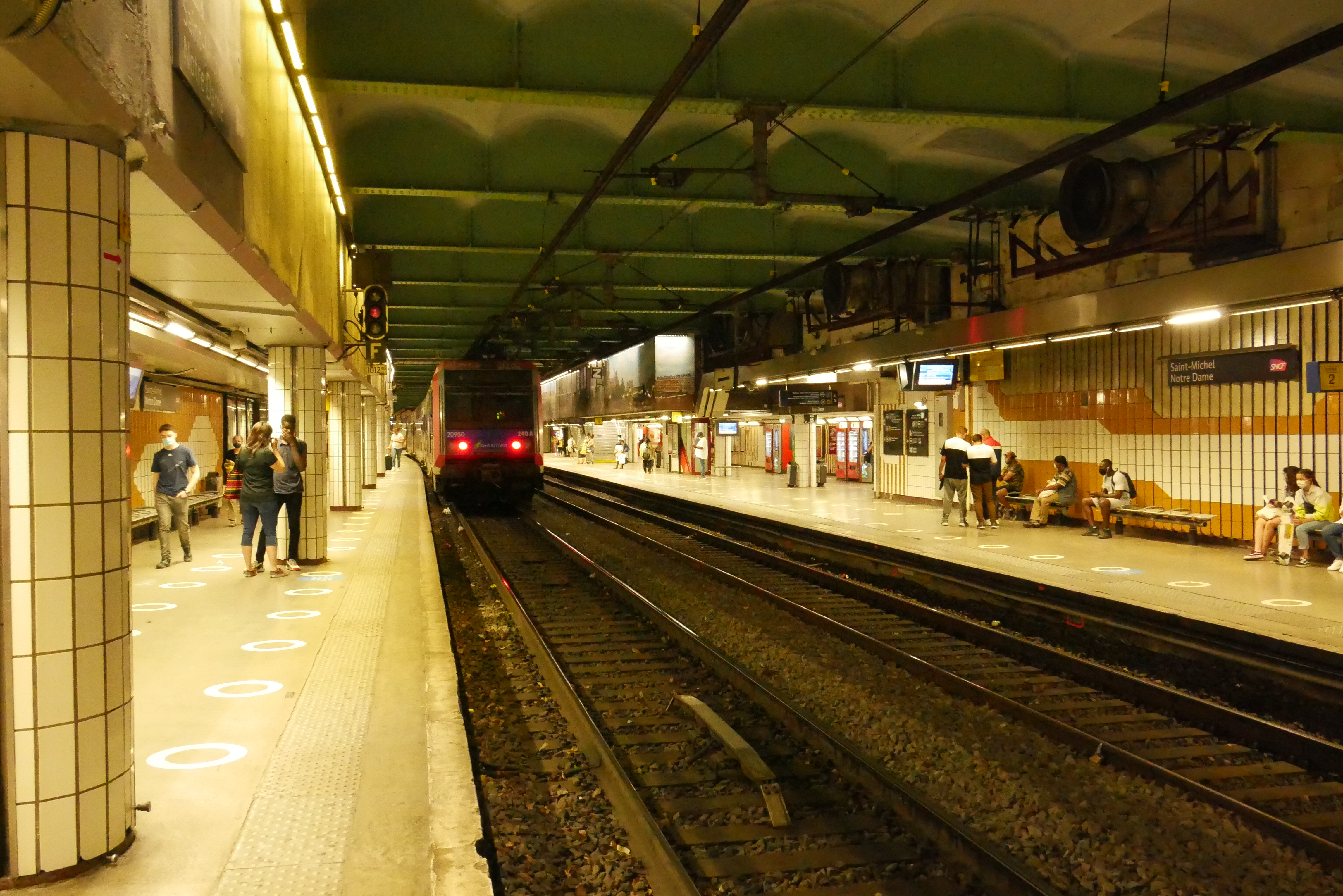
Stanice Saint-Michel v centru Paříže